# Konary (powiat de Sochaczew)
Konary  [kɔˈnarɨ] est un village polonais de la gmina de Brochów dans le powiat de Sochaczew et dans la voïvodie de Mazovie.
Il se situe à environ 3 kilomètres au sud-est de Brochów, à 9 kilomètres au nord de Sochaczew et à 50 kilomètres à l'ouest de Varsovie.